# FC Dila Gori
Dila Gori je gruzijski nogometni klub iz Gorija. Osnovan je 1949. godine. Trenutno se natječe u Erovnuli Ligi, u najjačemu razredu gruzijskog nogometa. Kroz svoju povijest osvojili su po jedno gruzijsko prvenstvo i kup. Domaće utakmice igraju na Stadionu Tengiz Burjanadze koji može primiti 5000 gledatelja.

## Uspjesi
- Erovnuli Liga
  - Prvak (1): 2014./15.

- Gruzijski nogometni kup
  - Pobjednik (1): 2011./12.

## Vanjske poveznice
- Službene stranice